# Elaeocarpus occidentalis
Elaeocarpus occidentalis är en tvåhjärtbladig växtart som beskrevs av C. Tirel. Elaeocarpus occidentalis ingår i släktet Elaeocarpus och familjen Elaeocarpaceae. Inga underarter finns listade i Catalogue of Life.